# Pictures at Eleven
Pictures at Eleven är ett musikalbum av Robert Plant som lanserades 1982 på skivbolaget Swan Song Records. Det var Plants debutalbum som soloartist och hans enda soloalbum som släpptes på Led Zeppelins skivbolag, innan det lades ner. Han producerade albumet själv. På albumet medverkar Phil Collins som trummis på sex spår, och på de övriga två är Cozy Powell trummis. Från albumet släpptes "Burning Down One Side" som singel och blev en marginell framgång.

## Låtlista
(alla låtar komponerade av Robert Plant)
1. "Burning Down One Side" – 3:55
2. "Moonlight in Samosa" – 3:58
3. "Pledge Pin" – 4:01
4. "Slow Dancer" – 7:43
5. "Worse Than Detroit" – 5:55
6. "Fat Lip" – 5:05
7. "Like I've Never Been Gone" – 5:56
8. "Mystery Title" – 5:16

## Listplaceringar
- Billboard 200, USA: #5[1]
- UK Albums Chart, Storbritannien: #2[2]
- RPM, Kanada: #1[3]
- VG-lista, Norge: #17[4]
- Topplistan, Sverige: #32[5]